# Anaerobe Schwelle
Die anaerobe Schwelle (ANS), auch als aerob-anaerobe Schwelle oder Laktatschwelle bezeichnet, ist ein Begriff aus der Sportphysiologie und bezeichnet die höchstmögliche Belastungsintensität, welche von einem Sportler gerade noch unter Aufrechterhaltung eines Gleichgewichtszustandes zwischen der Bildung und dem Abbau (der weiteren oxidativen Verstoffwechselung) von Laktat erbracht werden kann, wenn also der maximale Laktat-Steady-State (MLSS) erreicht wird. Die anaerobe Schwelle wird vor allem leistungsdiagnostisch bestimmt und in der Trainingssteuerung eingesetzt, wenn es um die Ableitung der Trainingsbereiche und andere Aspekte der Trainingssteuerung geht. Dem Training mit einer Intensität knapp unterhalb dieses Grenzwertes wird ein hoher Effekt bei der Entwicklung der Ausdauerleistungsfähigkeit nachgesagt.

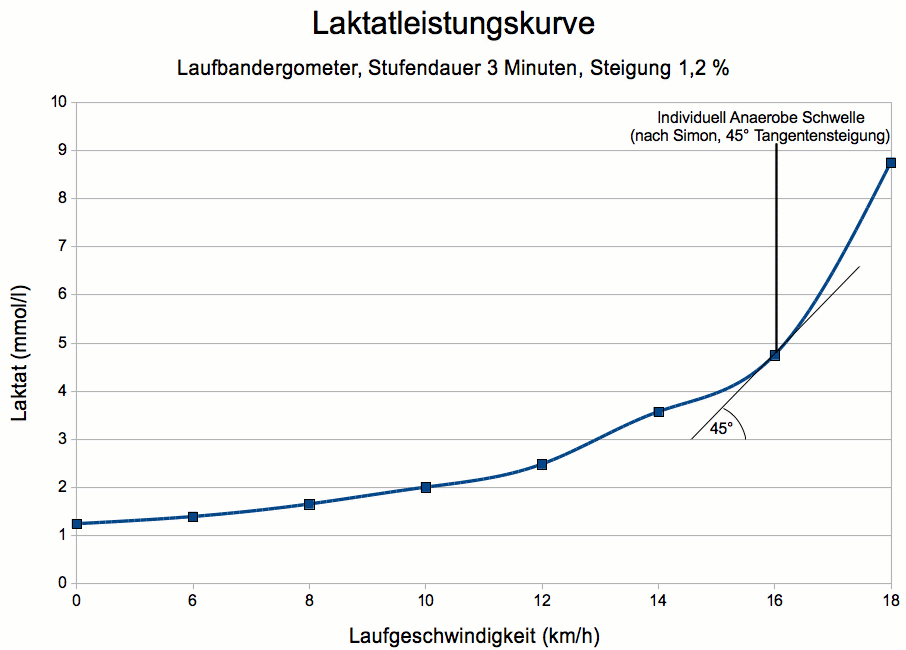
Laktatleistungskurve eines Laufband-Ergometertests mit individueller anaerober Schwelle

## Geschichte

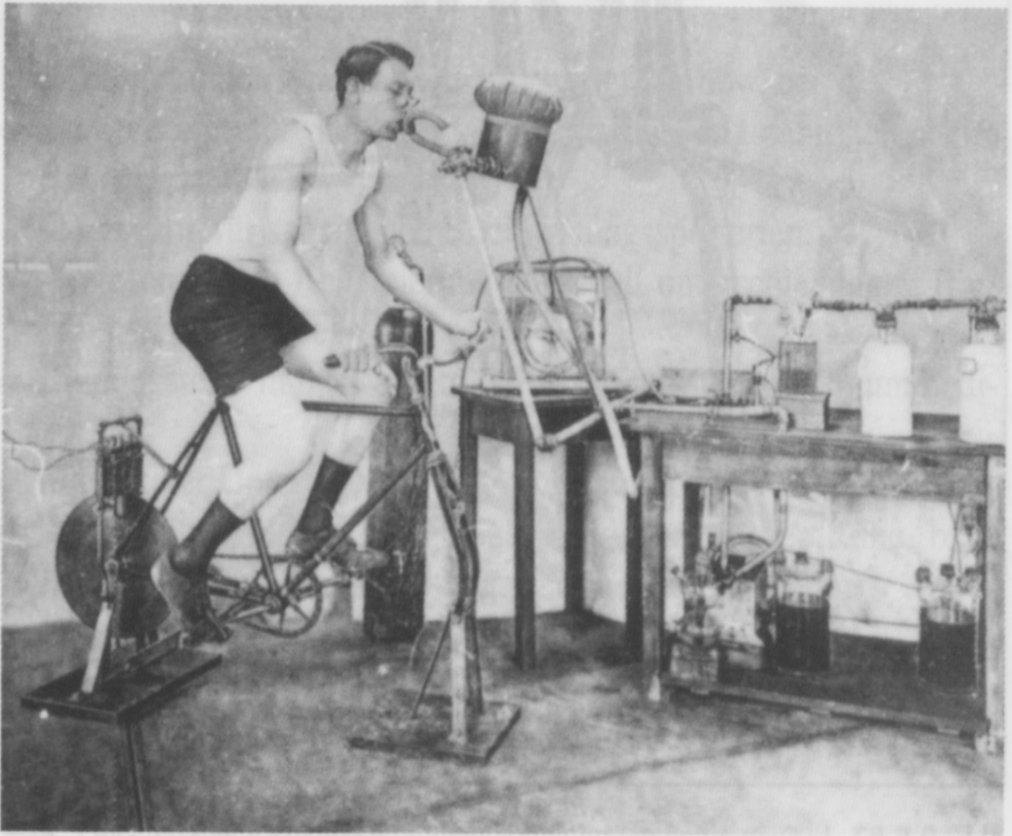
Fahrradergometrie zur Untersuchung des Gasstoffwechsels um 1900 in den USA

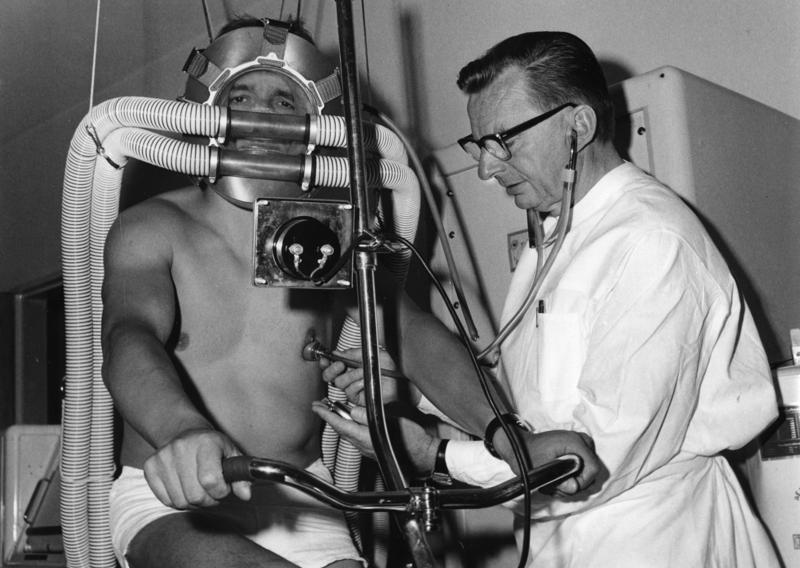
Sportmedizinische Untersuchung am Institut für Leistungsmedizin in Berlin im Jahr 1950

Bereits 1808 wurde von Jöns Jakob Berzelius die Produktion von Laktat im Muskel festgestellt. Rund ein Jahrhundert später wurde von einer Vielzahl von Wissenschaftlern die Biochemie des Energiestoffwechsels und der Muskelkontraktion im Detail untersucht, was zu einem tieferen Verständnis der Milchsäure (die unter physiologischen Bedingungen dissoziiert als Laktat und Hydroniumion vorliegt) während sportlicher Belastung führte. Zu dieser Zeit entstand die mittlerweile widerlegte Annahme, dass Laktat ein Stoffwechselendprodukt der Glykolyse sei und mit einer zu geringen Sauerstoffversorgung im Muskel zusammenhänge (Anaerobie). Heute wird jedoch davon ausgegangen, dass die Milchsäuregärung und somit die Laktatproduktion ein Prozess ist, der vom Energieumsatz und nicht von der Verfügbarkeit des Sauerstoffs abhängt. So findet selbst in Ruhe in gewissem Maß eine anaerobe Energiebereitstellung statt.
In der ersten Hälfte des 20. Jahrhunderts wurde von der Arbeitsgruppe rund um Archibald Vivian Hill das Konzept der maximalen Sauerstoffaufnahme (VO2max) entwickelt und zur Bestimmung der anaeroben Ausdauerleistungsfähigkeit eingesetzt. Somit konnte zum ersten Mal der Leistungszustand von Sportlern auf physiologischer Basis und weitestgehend sportartunabhängig überprüft und verglichen werden. Mit der Zeit kam Kritik an dem Konzept der VO2max auf, da hierfür eine vollständige Ausbelastung notwendig ist, die stark von der individuellen Motivation des Sportlers abhängt. Zum Beispiel ist es schwierig, die Leistungsunterschiede von Probanden eines gleichen Leistungslevels nur anhand der VO2max zu ermitteln. Ein weiteres Problem stellt die hohe körperliche Beanspruchung z. B. bei kranken Patienten dar.
Um ohne maximale Ausbelastung die Ausdauerfähigkeit testen zu können, wurden ab den 1960er Jahren weitere Verfahren entwickelt. Die Arbeitsgruppe von Hollmann legte einen Punkt optimaler ventilatorischer Effizienz fest, der dem ersten Anstieg des ventilatorischen Sauerstoffäquivalents sowie der arteriellen Blutlaktatkonzentration in einem Stufentest entspricht. Einige Jahre später wurde dieser Punkt von Wasserman und McIllroy in einem Plot von Ventilation und Sauerstoffaufnahme als anaerobic threshold (LTAn) (im Deutschen wird manchmal der Begriff „aerobe Schwelle“ synonym verwendet) bezeichnet. Zu dieser Zeit war die Bestimmung der Blutlaktatkonzentration noch mit einigen Schwierigkeiten behaftet, so dass die Spirometrie häufig zur Bestimmung von LTAn eingesetzt wurde.
In den 1960ern konnte die Laktatkonzentration von Kapillarblut erstmals mit Hilfe einer Enzymmethode gemessen werden. Dies führte zu einer zunehmenden Verwendung der Blutlaktatkonzentration (bLa) zur Bestimmung der Ausdauerleistungsfähigkeit sowie der Arbeitsbelastung. In den folgenden Jahren wurden zahlreiche Laktatschwellenkonzepte entwickelt und eine große Anzahl von Studien zu diesen Schwellen veröffentlicht. Die Vielzahl unterschiedlicher Schwellenkonzepte, die oftmals nur in einem bestimmten Einsatzgebiet verlässliche Werte lieferten, führte zu einigen Fehlinterpretationen und Verwirrungen.

## Definition

### Stoffwechselvorgänge und Laktatkonzentration
Kennzeichnend für das Erreichen der anaeroben Schwelle ist nach einer Definition die Tatsache, dass der Steady State, also das Fließgleichgewicht zwischen der Laktatbildung und der oxidativen Weiter-Verstoffwechselung nicht mehr aufrechterhalten werden kann und geringe nachfolgende Leistungssteigerungen zu einer Kumulation der Laktatkonzentration in der arbeitenden Zelle, im Blut, in den umgebenden Muskelzellen und im Interstitium führen. Bei Leistungstests wird die Laktatkonzentration im peripheren Blut – idealerweise aus kapillarem Ohrläppchenblut – bestimmt. Das Ohrläppchenblut hat den Vorteil, dass es am ehesten die gemischt-venöse Laktatkonzentration aus dem arteriellen Ausflusstrakt ohne weitere Muskeldurchblutung unverfälscht wiedergibt.
Die anaerobe Schwelle hat eine enge Beziehung zum respiratorischen Kompensationspunkt (RCP) und zum pH-Wert-Verlauf.
Hierbei ist zu beachten, dass schon weit vor Erreichen der Schwelle große Mengen von Laktat gebildet werden. Ein Verständnis, wonach an einem bestimmten Punkt die Laktatbildung überhaupt erst in relevanten Mengen einsetzt, war in den 1960er und 1970er Jahren unter Sportmedizinern noch weit verbreitet und gilt heute als vollständig widerlegt. Des Weiteren wird Laktat heutzutage nicht mehr als leistungsbegrenzender Faktor angesehen. Daher ist zumindest aus physiologischen Gesichtspunkten eine reine Beschränkung auf Laktatwerte und Schwellen in der Leistungsdiagnostik fragwürdig.
Die anaerobe Schwelle liegt bei den meisten Menschen in der Nähe einer Laktatkonzentration des peripheren Kapillarblutes (Ohrläppchen oder Fingerbeere) von 4 mmol/l. Dieser Laktatwert wurde daher früher häufig zur Definition der anaeroben Schwelle verwendet. Der Wert von 4 mmol/l kann als Durchschnitt angesehen werden und wurde empirisch aus Atem- und Stoffwechselverhältnissen gefundenen Größen bestimmt. Der Laktatwert an der anaeroben Schwelle kann jedoch individuell sehr stark abweichen, gemessen wurden 2,3–6,8 mmol/l. Deshalb gilt die grundsätzliche Schwellen-Bestimmung nach der „4 mmol/l-Methode“ heutzutage als ungeeignet.
Die Laktatkonzentration in Ruhe liegt bei 1–2 mmol/l, häufig wird ein initialer Abfall der Laktatkonzentration nach Belastungsbeginn beobachtet.
Nicht zu verwechseln mit der anaeroben Schwelle ist die aerobe Schwelle bei einer Laktatkonzentration von etwa 2 mmol/l. Bei der aeroben Schwelle handelt es sich um die geringste Belastungsintensität, bei der erstmals ein Anstieg des Laktatwerts gegenüber dem Ruhewert zu messen ist. Diese individuelle aerobe Schwelle wird in der Sportwissenschaft als minimales Laktatäquivalent oder Basislaktat bezeichnet. Bei steigender Belastung arbeiten die betreffenden Muskelgruppen im aeroben-anaeroben Übergang. Das dabei entstehende Laktat kann relativ schnell und problemlos vom Organismus abtransportiert und abgebaut werden („steady state“). Der Begriff der "aeroben Schwelle" ist inzwischen umstritten.

### Energiebereitstellung
Je nach Belastungshöhe gewinnt der Körper die umzusetzende Energie aus verschiedenen Quellen. Es werden vier Arten der Energiebereitstellung unterschieden. In Bezug auf die anaerobe Schwelle müssen verschiedene Situationen unterschieden werden:
- Bei einer Belastung unterhalb der anaeroben Schwelle läuft die Energiebereitstellung zwar nicht ausschließlich unter Verstoffwechselung von Sauerstoff, also aerob ab, doch erreicht die anaerobe Verstoffwechselung dabei nie ein Maß, das die vorhandene, beim trainierten Sportler besser ausgeprägte Fähigkeit zum schnellen Laktatabbau durch die weitere oxidative Verstoffwechselung übersteigt (vgl. oben). Eine Ausdauerleistung kann hier sehr lange aufrechterhalten werden, z. B. bei einem Marathonlauf.
- Eine Belastung an der anaeroben Schwelle, das heißt in geringem Maße unter oder oberhalb der Schwelle, ist die höchste Belastung, die langfristig durchgehalten werden kann. Zu beachten ist, dass unter dem Gesichtspunkt der Energiebereitstellung einer solchen Dauerbelastung Grenzen gesetzt sind, die nicht auf eine Überschreitung der anaeroben Schwelle zurückzuführen sind, da die Glykogen-Reserven bei intensiver Dauerbelastung je nach Trainingszustand nach 60 bis 90 Minuten weitgehend erschöpft sind. In Grenzen kann dieser Leistungsabfall durch Nahrungszufuhr während des Wettkampfes kompensiert werden (s. auch Verpflegungskontrolle).
- Bei einer Belastung oberhalb der anaeroben Schwelle erfolgt die Energiebereitstellung zunehmend anaerob. Die Leistung ist daher nur kurzfristig (wenige Minuten) durchzuhalten. Dennoch spielt auch bei längeren Wettkämpfen die Fähigkeit, kurzfristig und vorübergehend auf dem Wege der anaeroben Verstoffwechselung zusätzlich deutlich mehr Energie bereitzustellen, in bestimmten Wettkampfsituationen eine wichtige Rolle: Beispielsweise die sogenannten Attacken im Radsport oder beim 5.000- und 10.000-Meter-Lauf erfordern dies, ebenso die kurzzeitigen, schnellen Laufpassagen in allen Ballsportarten. Neben der Nutzung der Kreatinphosphatreserven ist die anaerob-laktazide Verstoffwechselung die einzige Möglichkeit, Leistungen zu erbringen, die höher liegen, als die, die der Sportler an der anaeroben Schwelle erbringt.
- Wird – am Ende eines Wettkampfes (Endspurt) oder zu einem beliebigen Zeitpunkt während des Wettkampfes – der vorwiegend aerobe Intensitätsbereich verlassen, wird das angesammelte Laktat anschließend durch die Verstoffwechselung unter Sauerstoffzufuhr genutzt und damit abgebaut. Dabei wird auch die Kreatinphosphatreserve wieder aufgebaut. Aus diesem Grunde ist in einer an die erhöhte Leistungserbringung anschließenden Regenerationsphase beziehungsweise nach Wettkampfende noch eine erhöhte Atmung feststellbar (siehe Sauerstoffmehraufnahme nach Arbeitsende). Die Fähigkeit der Regeneration während des Wettkampfes ist unterschiedlich ausgeprägt und bestimmt sehr wesentlich den Sportlertyp (z. B. im Radsport Kriteriumsspezialisten vs. Zeitfahrer), ist aber auch in Grenzen trainierbar. Neben der schnellen Regeneration ist die Fähigkeit, über einen begrenzten Zeitraum erhöhte Blutlaktatwerte zu tolerieren, von großer Bedeutung. Die Trainingslehre spricht hier von „Laktattoleranz“, in Bezug auf die Verstoffwechselung des Laktats in der Regenerationsphase von der „Fähigkeit der schnellen Laktatverwertung“.

### Begriffsbezeichnungen
Der Begriff anaerobe Schwelle wird sowohl in der Spiroergometrie als auch in der Laktatleistungsdiagnostik verwendet. Dabei gibt es unterschiedliche Bezeichnungen und Abkürzungen, die im Englischen und Deutschen teils widersprüchlich sind. So entspricht zum Beispiel der von Wassermann geprägte englische Begriff anaerobic threshold (LTAn) der deutschen aeroben Schwelle und nicht der anaeroben Schwelle. In der folgenden Tabelle werden die verschiedenen Bezeichnungen dargestellt:
| Spiroergometrie                                                           | Laktatleistungsdiagnostik | Laktatleistungsdiagnostik |
| ------------------------------------------------------------------------- | --- | --- |
|                                                                           | Deutsch | Englisch |
| RCP: Respiratorischer Kompensationspunkt VT2: 2. Ventilatorische Schwelle | iANS, IAS: Individuelle anaerobe Schwelle Laktatumschlagpunkt MaxLaSS, MLSS: Maximales Laktat-Steady-State ANS (fixe 4 mmol/l) anaerobe Schwelle | IAT: Individual anaerobic threshold AT: Anaerobic threshold LT: Lactate turn point, lactate break point, lactate threshold MLSS: Maximal lactate steady state OBLA: onset of blood lactate |

## Bedeutung in der Leistungsdiagnostik
Die anaerobe Schwelle hat in der Laktatleistungsdiagnostik eine große Bedeutung. Die ANS kann zu verschiedenen anderen Leistungsparametern in Beziehung gesetzt werden. In der Trainingspraxis sind dies die Geschwindigkeit (in km/h), die Herzfrequenz oder die Leistung (Watt). Bei sportmedizinischen Untersuchungen kann auch der in Anspruch genommene Prozentsatz der VO2max angegeben werden.
Heute ist es üblich – ausgehend von den im Stufentest ermittelten leistungsdiagnostischen Ergebnissen – die Einteilung der Trainingsbereiche in Prozentsätzen mit Bezug auf die individuelle anaerobe Schwelle (iANS) vorzunehmen. Dabei wird die Belastungsintensität in Intensitätsbereiche gegliedert, die in % der Leistung an der iANS in Watt oder in % der Herzfrequenz an der iANS angegeben werden, beispielsweise Grundlagenausdauer – 65 bis 75 % iANS (gemeint ist 65 bis 75 % der Leistung an der iANS).

## Bestimmung
Festgestellt wird die Leistung an der (individuellen) anaeroben Schwelle durch einen stufenweisen Belastungstest verbunden mit mehreren Blutproben (Ohr). Durch Aufzeichnung der Kurve ist eine Bestimmung der iANS hier noch exakter möglich. Der starke Anstieg der Laktatleistungskurve signalisiert hier, dass der Organismus den Steady State nicht aufrechterhalten konnte. Eine näherungsweise Bestimmung ist auch unblutig über ein Herzfrequenz/Leistungs-Diagramm möglich: Ab der individuellen anaeroben Schwelle sinkt die Steigung der Herzfrequenz bei zusätzlicher Belastung (Knick in der Kurve). Bekannt ist in diesem Zusammenhang der Conconi-Test.
Zur Feststellung der Laktatschwelle wird die Blutlaktatkonzentration im arteriellen Kapillarblut des Ohrläppchens (ungefähr 20 µl) zum Beispiel mit Hilfe von enzymatischen Verfahren bestimmt. Bei der Durchführung der Tests ist es wichtig, dass nach den entsprechenden Richtlinien vorgegangen wird. Dazu gehört die Berücksichtigung verschiedener Einflussfaktoren auf die Konzentration der Stoffwechselgröße Laktat. Dabei ist es vor allem wichtig, dass die intrazellulären Glykogenspeicher gefüllt sind, da sie die Höhe der Laktatkonzentration und die Form der Laktatleistungskurve wesentlich beeinflussen. Bei niedrigen Glykogenvorräten kann zum Beispiel nur wenig Laktat gebildet werden. Damit täuscht die Glykogenarmut im Muskel einen guten Ausdauertrainingseffekt vor. Um also Messergebnisse vergleichbar zu machen und Fehlinterpretationen zu vermeiden, muss vor dem Test auf eine möglichst optimale Glykogenspeicherauffüllung geachtet werden. Auch das Trainingsprogramm vor dem Test sollte bei verschiedenen Durchläufen vergleichbar sein. Des Weiteren sind Faktoren wie Tageszeit, Durchblutung, Schweiß-Laktat oder Urin-Laktat von Bedeutung.

### Individuelle anaerobe Schwelle

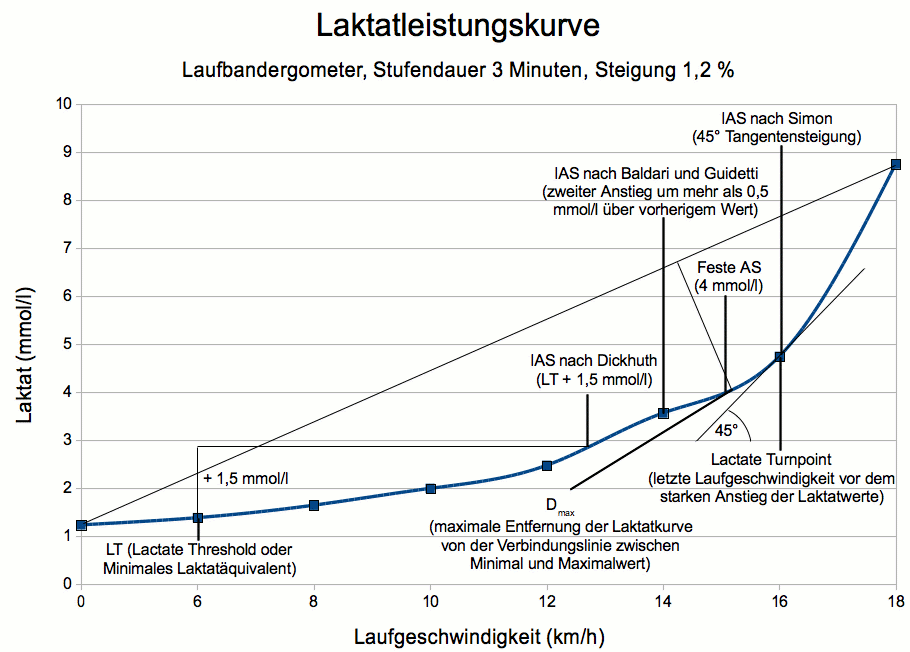
Vergleich verschiedener Schwellenwertmodelle: Die Werte für die IAS weisen je nach verwendeter Methode große Unterschiede auf und reichen von ca. 2,9 mmol/l bis ca. 4,8 mmol/l.

Die individuelle anaerobe Schwelle (iANS oder IAS) wurde eingeführt, da es je nach Leistungsstand große Unterschiede zu dem festen Schwellenwert von 4 mmol/l geben kann. Die iANS ist als der Punkt der Laktatleistungskurve definiert, an dem die kritische Steigung beginnt.
Ab welcher Leistungsstufe der Organismus die anaerobe Schwelle erreicht beziehungsweise überschreitet, hängt von verschiedenen – trainierbaren – Faktoren ab. Diese sind unter anderem die Dichte und Lage der Mitochondrien in der Zelle, der Kapillarisierungsgrad des Muskels, der Füllungszustand der Glykogenspeicher, die Diffusionskapazität für Sauerstoff durch die Zellmembranen, die Aktivität der Enzyme der Atmungskette und die Sauerstoffbindungs- und Sauerstofftransportkapazität. Längere Ausdauerbelastungen (i. d. R. über 5 min) dürfen nicht zu einer Überschreitung der iANS führen, wenn eine optimale Leistung erreicht werden soll, weil nach Überschreitung der iANS nach kurzer Zeit eine erhebliche Leistungseinbuße zu erwarten ist. Somit haben Menschen, die ihre individuelle anaerobe Schwelle bei einer höheren Leistung erreichen, eine günstigere Ausgangsposition für Ausdauerbelastungen.

### Schwellenwertmodelle
Der Begriff Schwellenwertmodelle bezeichnet in der deutschsprachigen Sportmedizin mathematische Algorithmen, die zur Bestimmung entsprechender Ankerpunkte auf der Laktatleistungskurve (individuelle anaerobe Schwelle, kurz: iANS oder IAS) dienen. Seit den frühen 1970er Jahren werden verschiedene Schwellenwertmodelle diskutiert und erprobt. Allen individuellen Modellen lagen allerdings unterschiedliche Belastungsprotokolle und Probandenmaterial zu Grunde, so dass die Voraussetzungen zur Nutzung der Modelle verschieden sind. Insbesondere Ansätze mit Angabe einer Laktatkurvensteigung in Grad sind als obsolet und nicht reproduzierbar zu betrachten (Keul, Simon, Geiger-Hille), da die Steigung der Kurve naturgemäß stärker von den gezeichneten Dimensionen der Achsen abhängt als vom Verlauf der Laktatkonzentration (je breiter die Grafik, desto flacher die Kurve und umgekehrt).
Einige der wichtigsten Schwellenwertmodelle sind (nach):
| Modell                                           | Beschreibung |
| ------------------------------------------------ | --- |
| Winkelmodell (Keul)                              | 51-°-Tangente zur Laktatkurve |
| Freiburger Modell (Simon)                        | 45-°-Tangente zur Laktatkurve |
| 1,5 mmol/l Methode / Netto-Laktatanstieg (Coyle) | Leistung bei z. B. 1,5 mmol/l über dem minimalen Laktatäquivalent / der LTAn                                                                                    |
| Modell nach Stegmann                             | Tangente zur Laktatkurve von dem Punkt, an dem die Erholungskurve den gleichen Laktatwert wie zum Ende des Stufentests aufweist.                                |
| Modell nach Geiger-Hille                         | Punkt der maximalen Kurvenkrümmung der Laktatkurve (35-°-Tangente bei der Leistungseinheit km/h)                                                                |
| Dmax (Cheng)                                     | Maximaler Abstand zwischen der Laktatkurve und der Verbindungslinie zwischen den Endpunkten                                                                     |
| Dmod (Bishop)                                    | Maximaler Abstand zwischen der Laktatkurve und der Linie zwischen dem Punkt des ersten Anstiegs des Laktats (LTAn) und dem Endwert bei Abbruch des Stufentests. |
| Senkentest (Tegtbur/Griess)                      | Leistung bei minimaler Laktatkonzentration nach hochintensiver Vorbelastung und acht Minuten Pause gefolgt von einem normalen Stufentest.                       |
| Modell nach Berg                                 | Berührungspunkt zwischen der Tangente des minimalen Laktatäquivalents und der linearen Funktion der letzten 90 Sekunden des Stufentests.                        |
| Modell nach Bunc                                 | Berührungspunkt zwischen der exponentiellen Regression der Laktatkurve und dem Sektor der Tangenten von den oberen und unteren Teilen der Laktatkurven.         |
| Modell nach Baldari und Guidetti                 | Der zweite Anstieg des Laktats um mindestens 0,5 mmol/l von dem vorherigen Wert                                                                                 |
| Lactate turnpoint                                | Die letzte Laufgeschwindigkeit vor einem plötzlichen und dauerhaften Anstieg des Laktats zwischen dem minimalen Laktatäquivalent und dem VO2max                 |

### Kritik an der physiologischen Begründung
Seit Mitte der 1980er Jahre gibt es eine Debatte um die Terminologie und den physiologischen Hintergrund der Laktatschwellenkonzepte. Frühe Annahmen zur Laktatproduktion und -verteilung im Organismus werden hinterfragt (Laktat-Shuttle-Theorie). Sein Beitrag zur muskulären Ermüdung wird angezweifelt. Auch wird  Laktat inzwischen als Pseudo-Hormon (Lactormon) gesehen, das steuernde und regulierende Funktion hat.
Die Einteilung der Belastungsbereiche in aerob, aerob-anaerob und anaerob ist aus trainingsmethodischer Sicht zwar sinnvoll, entspricht aber nicht den physiologischen Begebenheiten. So erfolgt die Energiebereitstellung selbst in Ruhe teilweise anaerob und auch bei hohen Belastungen sind weiterhin aerobe Stoffwechselvorgänge aktiv. Es wird ebenfalls kritisiert, dass das Laktat ohne klar sichtbare Schwelle ansteigt und die aerobe beziehungsweise anaerobe Energiebereitstellungen parallel ablaufen und nicht plötzlich umschalten. Der Begriff Schwelle sei daher irreführend.
Heck und Beneke resümierten 2008 „dass Laktatschwellen als spezielle Punkte der Laktatleistungskurve keine höhere Bedeutung für Leistungsdiagnostik und Trainingssteuerung haben als andere Punkte der Kurve. Die Tatsache, dass mehr als 30 Jahre Fokus auf unterschiedliche Schwellenkonzepte das diagnostische Potenzial der Laktatleistungskurve möglicherweise nicht wirklich nutzte, ist jedoch kein Argument, laktatgestützte Leistungsdiagnostik und Trainingssteuerung aufzugeben. Sie kennzeichnet vielmehr erheblichen Forschungsbedarf.“
Zusätzlich wird vermerkt, dass die (zurecht diskutierte) physiologische Herleitung der Laktatdiagnostik für den praktischen Einsatz und als diagnostisches Kriterium ohnehin kaum relevant ist. Vielmehr richten sich die Gütekriterien der Messmethode nach der inhaltlichen Validität („Wie genau wird die Ausdauerleistungsfähigkeit bestimmt?“), der Reliabilität („Wie verlässlich ist das Verfahren?“), der Objektivität („Welchen Einfluss hat ein Untersucher auf das Messergebnis?“) und der Praktikabilität. Der dann favorisierte Ankerpunkt der Belastungsdiagnostik sollte nach diesen Kriterien (auch aus den existierenden Schwellenmodellen) gewählt werden und müsste dann durchaus nicht „Anaerobe Schwelle“ genannt werden.